# Qualificazioni all'UEFA Futsal Championship 2014
Le qualificazioni all'UEFA Futsal Championship 2014 si sono disputate nel 2013.
Il turno preliminare è stato disputato dal 22 al 27 gennaio 2013; le 22 nazionali con il peggior ranking UEFA sono state divise in 6 gironi, 4 da 4 squadre e 2 da 3. Le vincenti dei gironi sono passate alla fase principale di qualificazione.
La fase principale si è svolta dal 27 al 30 marzo 2013. Le 28 squadre che vi hanno partecipato sono state divise in 7 gironi da 4. Le prime classificate di ogni girone si sono qualificate direttamente alla fase finale, mentre le seconde classificate e la migliore terza hanno giocato gli spareggi.
Il Belgio è stato qualificato direttamente come paese organizzatore.

## Sorteggio
Il sorteggio si è tenuto il 4 dicembre 2012 a Nyon, presso la sede dell'UEFA.

### Turno preliminare
| Gruppo      | Nazioni ospitanti (Fascia)                      | Fascia 4                           | Fascia 3                                        | Fascia 2                                  | Fascia 1                        |
| ----------- | ----------------------------------------------- | ---------------------------------- | ----------------------------------------------- | ----------------------------------------- | ------------------------------- |
| A B C D E F | Malta (1) Francia (1) Bulgaria (2) Lituania (3) | Danimarca Gibilterra Svezia Galles | Inghilterra Armenia Svizzera Estonia San Marino | Georgia Andorra Montenegro Cipro Norvegia | Israele Albania Moldavia Grecia |

### Fase di qualificazione
| Nazioni ospitanti (Fascia)                                                               | Fascia 4 | Fascia 3                                                    | Fascia 2                                      | Fascia 1                                        |
| ---------------------------------------------------------------------------------------- | --- | ----------------------------------------------------------- | --------------------------------------------- | ----------------------------------------------- |
| Spagna (1) Italia (1) Serbia (2) Slovacchia (2) Paesi Bassi (3) Turchia (3) Lettonia (4) | Vincente Gruppo A Vincente Gruppo B Vincente Gruppo C Vincente Gruppo D Vincente Gruppo E Vincente Gruppo F | Bosnia ed Erzegovina Kazakistan Polonia Macedonia Finlandia | Croazia Romania Slovenia Ungheria Bielorussia | Russia Portogallo Ucraina Rep. Ceca Azerbaigian |

## Turno preliminare

### Gruppo A
Si è giocato al Parc des Sports Charles-Ehrmann di Nizza (Francia).
| Pos. | Squadra    | Pt | G | V | N | P | GF | GS | DR  |
| ---- | ---------- | -- | - | - | - | - | -- | -- | --- |
| 1.   | Montenegro | 7  | 3 | 2 | 1 | 0 | 22 | 3  | +19 |
| 2.   | Francia    | 7  | 3 | 2 | 1 | 0 | 19 | 3  | +16 |
| 3.   | Gibilterra | 3  | 3 | 1 | 0 | 2 | 11 | 21 | -10 |
| 4.   | San Marino | 0  | 3 | 0 | 0 | 3 | 5  | 30 | -25 |

| Data      | Ora         | Partita    | Partita | Partita    |
| --------- | ----------- | ---------- | ------- | ---------- |
| 23-1-2013 | 18:00 UTC+1 | Montenegro | 10 - 2  | Gibilterra |
| 23-1-2013 | 20:00 UTC+1 | Francia    | 12 - 0  | San Marino |
| 24-1-2013 | 18:00 UTC+1 | San Marino | 0 - 11  | Montenegro |
| 24-1-2013 | 20:00 UTC+1 | Francia    | 6 - 2   | Gibilterra |
| 26-1-2013 | 18:00 UTC+1 | Gibilterra | 7 - 5   | San Marino |
| 26-1-2013 | 20:00 UTC+1 | Montenegro | 1 - 1   | Francia    |

### Gruppo B
Si è giocato all'Hibernians Pavilion di Paola (Malta).
| Pos. | Squadra  | Pt | G | V | N | P | GF | GS | DR  |
| ---- | -------- | -- | - | - | - | - | -- | -- | --- |
| 1.   | Georgia  | 4  | 2 | 1 | 1 | 0 | 14 | 5  | +9  |
| 2.   | Moldavia | 4  | 2 | 1 | 1 | 0 | 9  | 6  | +3  |
| 3.   | Malta    | 0  | 2 | 0 | 0 | 1 | 1  | 13 | -12 |

| Data      | Ora         | Partita  | Partita | Partita  |
| --------- | ----------- | -------- | ------- | -------- |
| 23-1-2013 | 19:00 UTC+1 | Malta    | 0 - 9   | Georgia  |
| 24-1-2013 | 17:00 UTC+1 | Georgia  | 5 - 5   | Moldavia |
| 26-1-2013 | 19:00 UTC+1 | Moldavia | 4 - 1   | Malta    |

### Gruppo C
Si è giocato alla Kauno sporto halė di Kaunas (Lituania).
| Pos. | Squadra     | Pt | G | V | N | P | GF | GS | DR |
| ---- | ----------- | -- | - | - | - | - | -- | -- | -- |
| 1.   | Inghilterra | 6  | 2 | 2 | 0 | 0 | 6  | 4  | +2 |
| 2.   | Lituania    | 3  | 2 | 1 | 0 | 1 | 2  | 2  | 0  |
| 3.   | Cipro       | 0  | 2 | 0 | 0 | 2 | 1  | 3  | -2 |

| Data      | Ora         | Partita     | Partita | Partita     |
| --------- | ----------- | ----------- | ------- | ----------- |
| 25-1-2013 | 18:30 UTC+2 | Lituania    | 3 - 4   | Inghilterra |
| 26-1-2013 | 15:00 UTC+2 | Inghilterra | 2 - 1   | Cipro       |
| 27-1-2013 | 19:00 UTC+2 | Cipro       | 0 - 1   | Lituania    |

### Gruppo D
Si è giocato alla Zala Skaptopara di Blagoevgrad (Bulgaria).
| Pos. | Squadra  | Pt | G | V | N | P | GF | GS | DR  |
| ---- | -------- | -- | - | - | - | - | -- | -- | --- |
| 1.   | Grecia   | 9  | 3 | 3 | 0 | 0 | 14 | 2  | +12 |
| 2.   | Bulgaria | 4  | 3 | 1 | 1 | 1 | 3  | 6  | -3  |
| 3.   | Armenia  | 4  | 3 | 1 | 1 | 1 | 4  | 7  | -3  |
| 4.   | Galles   | 0  | 3 | 0 | 0 | 3 | 4  | 10 | -6  |

| Data      | Ora         | Partita  | Partita | Partita  |
| --------- | ----------- | -------- | ------- | -------- |
| 23-1-2013 | 16:00 UTC+2 | Grecia   | 4 - 1   | Galles   |
| 23-1-2013 | 18:30 UTC+2 | Bulgaria | 0 - 0   | Armenia  |
| 24-1-2013 | 16:00 UTC+2 | Armenia  | 0 - 5   | Grecia   |
| 24-1-2013 | 18:30 UTC+2 | Bulgaria | 2 - 1   | Galles   |
| 26-1-2013 | 16:00 UTC+2 | Galles   | 2 - 4   | Armenia  |
| 26-1-2013 | 18:30 UTC+2 | Grecia   | 5 - 1   | Bulgaria |

### Gruppo E
Si è giocato al Centre Esportiu dels Serradells di Andorra la Vella (Andorra).
| Pos. | Squadra | Pt | G | V | N | P | GF | GS | DR |
| ---- | ------- | -- | - | - | - | - | -- | -- | -- |
| 1.   | Svezia  | 9  | 3 | 3 | 0 | 0 | 10 | 4  | +6 |
| 2.   | Israele | 4  | 3 | 1 | 1 | 1 | 9  | 8  | +1 |
| 3.   | Andorra | 4  | 3 | 1 | 1 | 1 | 8  | 9  | -1 |
| 4.   | Estonia | 0  | 3 | 0 | 0 | 3 | 5  | 11 | -6 |

| Data      | Ora         | Partita | Partita | Partita |
| --------- | ----------- | ------- | ------- | ------- |
| 23-1-2013 | 17:30 UTC+1 | Israele | 2 - 4   | Svezia  |
| 23-1-2013 | 20:00 UTC+1 | Andorra | 4 - 3   | Estonia |
| 24-1-2013 | 17:30 UTC+1 | Estonia | 2 - 5   | Israele |
| 24-1-2013 | 20:00 UTC+1 | Andorra | 2 - 4   | Svezia  |
| 26-1-2013 | 16:00 UTC+1 | Svezia  | 2 - 0   | Estonia |
| 26-1-2013 | 18:30 UTC+1 | Israele | 2 - 2   | Andorra |

### Gruppo F
Si è giocato al Centre Sportif des Îles diYverdon-les-Bains (Svizzera).
| Pos. | Squadra   | Pt | G | V | N | P | GF | GS | DR  |
| ---- | --------- | -- | - | - | - | - | -- | -- | --- |
| 1.   | Norvegia  | 9  | 3 | 3 | 0 | 0 | 13 | 3  | +10 |
| 2.   | Danimarca | 6  | 3 | 2 | 0 | 1 | 8  | 7  | +1  |
| 3.   | Svizzera  | 3  | 3 | 1 | 0 | 2 | 10 | 10 | 0   |
| 4.   | Albania   | 0  | 3 | 0 | 0 | 3 | 6  | 17 | -11 |

| Data      | Ora         | Partita   | Partita | Partita   |
| --------- | ----------- | --------- | ------- | --------- |
| 23-1-2013 | 17:45 UTC+1 | Albania   | 2 - 4   | Danimarca |
| 23-1-2013 | 20:15 UTC+1 | Svizzera  | 0 - 5   | Norvegia  |
| 24-1-2013 | 17:45 UTC+1 | Norvegia  | 5 - 2   | Albania   |
| 24-1-2013 | 20:15 UTC+1 | Svizzera  | 2 - 3   | Danimarca |
| 26-1-2013 | 17:45 UTC+1 | Danimarca | 1 - 3   | Norvegia  |
| 26-1-2013 | 20:15 UTC+1 | Albania   | 2 - 8   | Svizzera  |

## Fase di qualificazione

### Gruppo 1
Paese organizzatore: Italia
| Pos. | Squadra    | Pt | G | V | N | P | GF | GS | DR  |
| ---- | ---------- | -- | - | - | - | - | -- | -- | --- |
| 1.   | Italia     | 9  | 3 | 3 | 0 | 0 | 20 | 2  | +18 |
| 2.   | Ungheria   | 6  | 3 | 2 | 0 | 1 | 10 | 14 | -4  |
| 3.   | Finlandia  | 3  | 3 | 1 | 0 | 2 | 6  | 11 | -5  |
| 4.   | Montenegro | 0  | 3 | 0 | 0 | 3 | 4  | 13 | -9  |

| Arbitri: | Danijel Janošević Dragan Skakić Hennadij Hora |

|                                             |           |                                        |
| Dróth 10'00’’, 26'44’’, 31'21’’ Lódi 33'56’ | Marcatori | 3'29’’, 4'36’’ Barović 30'53’’ Čalasan |

| Arbitri: | Jan Kresta Hennadij Hora Dragan Skakić |

|                                                                     |           |                |
| Honorio 05'24’’ Saad 07'43’’, 10'48’’ Lima 21'20’’ Leggiero 36'06’’ | Marcatori | 30'28’’ Pakola |

| Arbitri: | Dragan Skakić Jan Kresta Danijel Janošević |

|                              |           |                                                                |
| Majamaa 05'07’’ Lind 11'31’’ | Marcatori | 02'52’’, 20'45’’ Harnisch 06'49’’, 18'10’’ Dróth 30'42’’ Dávid |

| Arbitri: | Hennadij Hora Danijel Janošević Jan Kresta |

|                                                                              |           |  |
| Fortino 05'47’’ Patias 17'44’’, 19'21’’, 39'27’’ Lima 21'11’’ Merlim 24'27’’ | Marcatori |  |

| Arbitri: | Jan Kresta Hennadij Hora Dragan Skakić |

|                  |           |                                                 |
| Vukčević 15'04’’ | Marcatori | 06'53’’ Torvinen 10'41’’ Majamaa 14'16’’ Kytölä |

| Arbitri: | Danijel Janošević Hennadij Hora Dragan Skakić |

|               |           | |
| Dróth 27'49’’ | Marcatori | 03'04’’, 20'50’’ Leggiero 11'28’’, 31'06’’, 32'49’’ Lima 15'50’’, 22'05’’ Saad 24'38’’ Fortino 28'18’’ Patias |

### Gruppo 2
Paese organizzatore: Slovacchia.
| Pos. | Squadra              | Pt | G | V | N | P | GF | GS | DR  |
| ---- | -------------------- | -- | - | - | - | - | -- | -- | --- |
| 1.   | Azerbaigian          | 9  | 3 | 3 | 0 | 0 | 11 | 3  | +8  |
| 2.   | Bosnia ed Erzegovina | 4  | 3 | 1 | 1 | 1 | 10 | 7  | +3  |
| 3.   | Slovacchia           | 4  | 3 | 1 | 1 | 1 | 9  | 9  | 0   |
| 4.   | Norvegia             | 0  | 3 | 0 | 0 | 3 | 3  | 14 | -11 |

| Arbitri: | Kamil Çetin Kalin Kinov Vitali Rakutski |

|                                                                                    |           |  |
| Biro Jade 04'16’’, 37'46’’ Felipe 07'48’’ Borisov 09'03’’, 15'46’’ Hajiyev 10'28’’ | Marcatori |  |

| Arbitri: | Pascal Lemal Vital' Rakutski Kalin Kinov |

|                                                     |           |                                                                             |
| Haľko 02'01’’, 32'30’’ Rafaj 33'03’’ Mikita 38'23’’ | Marcatori | 07'24’’ Šunjić 18'53’’ Mulahmetović 26'28’’ Radmilović 27'22’’ (aut.) Haľko |

| Arbitri: | Kalin Kinov Pascal Lemal Kamil Çetin |

|                                        |           |                                                                   |
| S. Novoselac 08'37’’ Kahvedžić 13'52’’ | Marcatori | 07'36’’ Fərzəliyev 11'54’’ Edigleuson 35'26’’ (aut.) S. Novoselac |

| Arbitri: | Vital' Rakutski Kamil Çetin Pascal Lemal |

|                                                    |           |                                                   |
| Bahna 12'34’’ Haľko 13'53’’, 29'56’’ Kozár 37'50’’ | Marcatori | 01'09’’ Ravlo 23'18’’ Wiseth 39'10’’ Valla Dønnem |

| Arbitri: | Kamil Çetin Vital' Rakutski Kalin Kinov |

|  |           |                                                                         |
|  | Marcatori | 08'59’’ Ramić 14'35’’ Novoselac 17'22’’ Mulahmetović 35'32’’ Radmilović |

| Arbitri: | Pascal Lemal Kalin Kinov Vital' Rakutski |

|                                         |           |               |
| Biro Jade 38'16’’ Məmmədkərimov 38'40’’ | Marcatori | 11'31’’ Bahna |

### Gruppo 3
Paese organizzatore: Lettonia.
| Pos. | Squadra    | Pt | G | V | N | P | GF | GS | DR  |
| ---- | ---------- | -- | - | - | - | - | -- | -- | --- |
| 1.   | Russia     | 9  | 3 | 3 | 0 | 0 | 11 | 3  | +8  |
| 2.   | Romania    | 4  | 3 | 1 | 1 | 1 | 8  | 5  | +3  |
| 3.   | Kazakistan | 4  | 3 | 1 | 1 | 1 | 4  | 6  | -2  |
| 4.   | Lettonia   | 0  | 3 | 0 | 0 | 3 | 2  | 14 | -12 |

| Arbitri: | Borut Šivic Marian Gal Gavin Sartain |

|                                                                       |           |               |
| Robinho 01'21’’ Afanas'ev 5'23’’ Pula 08'11’’, 17'25’’ Lyskov 21'56’’ | Marcatori | 38'14’’ Şorïn |

| Arbitri: | Abdallah Benazzi Gavin Sartain Marian Gal |

|                                       |           |                                                                           |
| Jakovļevs 29'38’’ Koļesņikovs 30'05’’ | Marcatori | 01'47’’, 10'54’’ Lupu 04'51’’, 32'25’’ Al-Ioani 10'41’’ Dobre 14'58’’ Dan |

| Arbitri: | Borut Šivic Gavin Sartain Abdallah Benazzi |

|               |           |                               |
| Safar 01'06’’ | Marcatori | 06'16’’ Sergeev 11'02’’ Fukin |

| Arbitri: | Marian Gal Abdallah Benazzi Gavin Sartain |

|  |           |                                |
|  | Marcatori | 00'57’’ Pengrin 22'50’’ Perşïn |

| Arbitri: | Gavin Sartain Borut Šivic Abdallah Benazzi |

|                 |           |               |
| Pengrin 38'06’’ | Marcatori | 19'00’’ Ignat |

| Arbitri: | Marian Gal Abdallah Benazzi Borut Šivic |

|                                                                         |           |  |
| Pula 00'59’’, 03'41’’, 23'35’’ Sučilin 24'08’’, 33'46’’ Robinho 30'41’’ | Marcatori |  |

### Gruppo 4
Paese organizzatore: Spagna.
| Pos. | Squadra   | Pt | G | V | N | P | GF | GS | DR  |
| ---- | --------- | -- | - | - | - | - | -- | -- | --- |
| 1.   | Spagna    | 9  | 3 | 3 | 0 | 0 | 28 | 1  | +27 |
| 2.   | Croazia   | 6  | 3 | 2 | 0 | 1 | 10 | 12 | -2  |
| 3.   | Macedonia | 3  | 3 | 1 | 0 | 2 | 7  | 10 | -3  |
| 4.   | Svezia    | 0  | 3 | 0 | 0 | 3 | 2  | 24 | -22 |

| Arbitri: | Alessandro Malfer Aleksandrs Golubevs Ozan Soykan |

|                                                                                                 |           |  |
| Marinović 03'09’’, 18'40’’ Grcić 15'09’’, 16'22’’ Jelovčić 24'06’’ Grbeša 25'33’’ Babić 32'06’’ | Marcatori |  |

| Arbitri: | Karel Henych Ozan Soykan Aleksandrs Golubevs |

|                                                                           |           |                  |
| Fernandão 10'10’’ Campos 16'01’’, 17'35’’ Lozano 20'24’’ Miguelín 24'21’’ | Marcatori | 39'57’’ Micevski |

| Arbitri: | Aleksandrs Golubevs Karel Henych Alessandro Malfer |

|                                       |           |                                          |
| Petrović 25'08’’ Grcić 28'01’’ (aut.) | Marcatori | 22'28’’, 25'32’’ Marinović 39'51’’ Novak |

| Arbitri: | Ozan Soykan Alessandro Malfer Karel Henych |

| |           |  |
| J. Ruiz 02'13’’, 34'53’’ Ortiz 06'12’’, 13'59’’, 16'53’’ Miguelín 07'55’’, 26'34’’ Lozano 09'02’’, 27'11’’ Usín 17'29’’ Torrás 21'01’’ Campos 31'25’’ Lin 32'06’’ | Marcatori |  |

| Arbitri: | Aleksandrs Golubevs Ozan Soykan Alessandro Malfer |

|                              |           |                                                                   |
| Mönell 11'41’’ Zhubi 35'21’’ | Marcatori | 22'42’’, 38'17’’ Leveski 35'02’’ Mar. Todorovski 39'52’’ Rangotov |

| Arbitri: | Karel Henych Alessandro Malfer Ozan Soykan |

|  |           | |
|  | Marcatori | 00'53’’ Campos 09'01’’, 25'05’’, 37'50’’ Lozano 15'34’’ J. Ruiz 32'12’’ (aut.) Grbeša 32'22’’, 38'13’’ Miguelín 33'57’’ Ortiz 39'53’’ Pola |

### Gruppo 5
Paese organizzatore: Serbia.
| Pos. | Squadra    | Pt | G | V | N | P | GF | GS | DR |
| ---- | ---------- | -- | - | - | - | - | -- | -- | -- |
| 1.   | Portogallo | 9  | 3 | 3 | 0 | 0 | 13 | 4  | +9 |
| 2.   | Serbia     | 6  | 3 | 2 | 0 | 1 | 8  | 2  | +6 |
| 3.   | Grecia     | 3  | 3 | 1 | 0 | 2 | 5  | 14 | -9 |
| 4.   | Polonia    | 0  | 3 | 0 | 0 | 3 | 5  | 11 | -6 |

| Arbitri: | Balázs Farkas Bogdan Sorescu Arsen Nonikashvili |

|                                                                                    |           |                              |
| G. Alves 04'32’’ Cary 09'14’’, 20'58’’ Paulinho 15'04’’ Djô 17'30’’ Leitão 20'15’’ | Marcatori | 30'04’’ (rig.) Mourdoukoutas |

| Arbitri: | Bogdan Sorescu Arsen Nonikashvili Balázs Farkas |

|                                        |           |  |
| Milosavac 28'13’’ Aksentijević 38'38’’ | Marcatori |  |

| Arbitri: | Bogdan Sorescu Balázs Farkas Arsen Nonikashvili |

|                             |           |                                                                     |
| Czech 06'23’’ Kubik 14'18’’ | Marcatori | 02'52’’ Leitão 11'50’’, 23'32’’ Ricardinho 24'43’’, 26'09’’ Queirós |

| Arbitri: | Arsen Nonikashvili Balázs Farkas Bogdan Sorescu |

|                                                                         |           |  |
| Rajčević 03'00’’ Rakić 16'08’’ Živanović 26'36’’, 27'59’’ Kocić 28'34’’ | Marcatori |  |

| Arbitri: | Bogdan Sorescu Balázs Farkas Arsen Nonikashvili |

|                                                           |           |                                       |
| Sykaras 26'28’’ Manos 29'49’’, 36'00’’ Delaportas 30'28’’ | Marcatori | 14'23’’, 27'33’’ Łeszyk 36'42’’ Czech |

| Arbitri: | Bogdan Sorescu Balázs Farkas Arsen Nonikashvili |

|                                       |           |               |
| João Matos 05'15’’ Ricardinho 18'41’’ | Marcatori | 30'43’’ Perić |

### Gruppo 6
Paese organizzatore: Paesi Bassi.
| Pos. | Squadra     | Pt | G | V | N | P | GF | GS | DR |
| ---- | ----------- | -- | - | - | - | - | -- | -- | -- |
| 1.   | Rep. Ceca   | 9  | 3 | 3 | 0 | 0 | 13 | 5  | +8 |
| 2.   | Paesi Bassi | 6  | 3 | 2 | 0 | 1 | 10 | 9  | +1 |
| 3.   | Georgia     | 3  | 3 | 1 | 0 | 2 | 9  | 15 | -6 |
| 4.   | Bielorussia | 0  | 3 | 0 | 0 | 3 | 8  | 11 | -3 |

| Arbitri: | Gábor Kovács Josip Barton Slawomir Steczko |

|                                                                    |           |                       |
| Sebiskveradze 03'18’’ (aut.) Seidler 23'42’’, 33'37’’ Frič 35'00’’ | Marcatori | 39'38’’ Sebiskveradze |

| Arbitri: | Gabriel Gherman Slawomir Steczko Josip Barton |

|                                    |           |               |
| Makhoukhi 02'05’’ De Groot 26'05’’ | Marcatori | 25'27’’ Papaŭ |

| Arbitri: | Slawomir Steczko Gabriel Gherman Gábor Kovács |

|                                                  |           |                                                          |
| Savincev 06'14’’ Luškoŭski 21'44’’ Papaŭ 23'27’’ | Marcatori | 09'51’’ M. Mareš 27'17’’, 29'00’’ Seidler 37'46’’ Gerčák |

| Arbitri: | Josip Barton Gábor Kovács Gabriel Gherman |

|                                                                                                 |           |                                    |
| St. Juste 05'56’’, 28'58’’ Attaibi 18'53’’, 30'23’’, 35'32’’ De Groot 39'42’’ Makhoukhi 39'55’’ | Marcatori | 26'29’’, 36'52’’, 38'14’’ Sigunava |

| Arbitri: | Slawomir Steczko Josip Barton Gabriel Gherman |

|                                                                 |           |                                                             |
| Kakabadze 11'00’’ Bobokhidze 13'55’’, 28'56’’, 36'02’’, 36'56’’ | Marcatori | 30'05’’ Čornych 32'55’’, 35'37’’ Luškoŭski 39'30’’ Ždanovič |

| Arbitri: | Gábor Kovács Gabriel Gherman Josip Barton |

|                                                                                  |           |                 |
| Makhoukhi 01'37’’ (aut.) Rešetár 08'58’’, 30'34’’ Slovaček 14'05’’ Mareš 15'46’’ | Marcatori | 06'15’’ Attaibi |

### Gruppo 7
Paese organizzatore: Turchia.
| Pos. | Squadra     | Pt | G | V | N | P | GF | GS | DR  |
| ---- | ----------- | -- | - | - | - | - | -- | -- | --- |
| 1.   | Slovenia    | 9  | 3 | 3 | 0 | 0 | 18 | 8  | +10 |
| 2.   | Ucraina     | 6  | 3 | 2 | 0 | 1 | 14 | 10 | +4  |
| 3.   | Turchia     | 3  | 3 | 1 | 0 | 2 | 9  | 12 | -3  |
| 4.   | Inghilterra | 0  | 3 | 0 | 0 | 3 | 5  | 16 | -11 |

| Arbitri: | Fernando Lumbreras Franco Cachia Fredric Nilholt |

|                                                                      |           |                                                                 |
| Cem Keskin 13'21’’ Yasin Erdal 19'07’’ (t.l.) Vrhovec 21'41’’ (aut.) | Marcatori | 09'48’’ Osredkar 10'29’’, 25'15’’ Melink 24'02’’, 34'41’’ Čujec |

| Arbitri: | Fredric Nilholt Cédric Pelissier Franco Cachia |

| |           |  |
| Pavlenko 04'36’’ Sorokin 11'22’’, 26'54’’ Jennings 13'21’’ (aut.) Sviridov 39'10’’ Ovsjannikov 39'45’’ Bondar 39'53’’ | Marcatori |  |

| Arbitri: | Cédric Pelissier Fredric Nilholt Fernando Lumbreras |

|                                                                        |           |                                                   |
| Cem Keskin 08'31’’, 22'15’’ Yasin Erdal 19'23’’ (t.l.), 35'57’’ (rig.) | Marcatori | 15'45’’ Parkes 19'45’’ Morgan 36'54’’ (t.l.) Cook |

| Arbitri: | Franco Cachia Fernando Lumbreras Cédric Pelissier |

| |           |                                                |
| R. Mordej 05'45’’ Čujec 10'24’’ (t.l.), 13'06’’ (t.l.), 18'48’’, 29'30’’, 36'56’’ Fetić 23'01’’ Ros 29'03’’ | Marcatori | 06'59’’ Sorokin 29'52’’ Kločko 34'18’’ Valenko |

| Arbitri: | Fredric Nilholt Cédric Pelissier Franco Cachia |

|                                         |           |                                                                  |
| Ballinger 15'48’’ Melink 38'14’’ (aut.) | Marcatori | 12'31’’, 30'03’’, 31'15’’ Drobne 15'39’’ Melink 25'36’’ Osredkar |

| Arbitri: | Fernando Lumbreras Franco Cachia Cédric Pelissier |

|                                                                           |           |                                        |
| Sorokin 09'41’’ Makajev 32'36’’ Pavlenko 33'04’’ (rig.) Razuvanov 37'48’’ | Marcatori | 07'02’’ Cem Keskin 39'53’’ Yasin Erdal |

### Confronto tra le terze classificate
| Gr. | Squadra    | Pt | G | V | N | P | GF | GS | DR |
| --- | ---------- | -- | - | - | - | - | -- | -- | -- |
| 2   | Slovacchia | 4  | 3 | 1 | 1 | 1 | 9  | 9  | 0  |
| 3   | Kazakistan | 4  | 3 | 1 | 1 | 1 | 4  | 6  | -2 |
| 7   | Turchia    | 3  | 3 | 1 | 0 | 2 | 9  | 12 | -3 |
| 6   | Georgia    | 3  | 3 | 1 | 0 | 2 | 9  | 15 | -6 |
| 4   | Macedonia  | 3  | 3 | 1 | 0 | 2 | 7  | 10 | -3 |
| 1   | Finlandia  | 3  | 3 | 1 | 0 | 2 | 6  | 11 | -5 |
| 5   | Grecia     | 3  | 3 | 1 | 0 | 2 | 5  | 14 | -9 |

## Spareggi
L'andata si è giocata tra il 17 e il 18 settembre 2013, il ritorno, il 24 settembre. Gli accoppiamenti sono stati sorteggiati il 3 luglio 2013.
| Squadra 1            | Totale      | Squadra 2   | Andata | Ritorno |
| -------------------- | ----------- | ----------- | ------ | ------- |
| Ucraina              | 6 – 6 (gfc) | Ungheria    | 2 – 1  | 4 – 5   |
| Romania              | 9 – 3       | Serbia      | 2 – 1  | 7 – 2   |
| Bosnia ed Erzegovina | 4 – 4 (gfc) | Paesi Bassi | 3 – 2  | 1 – 2   |
| Slovacchia           | 1 – 7       | Croazia     | 1 – 3  | 0 – 4   |